# شريف فؤاد أبو الخير
شريف فؤاد أبو الخير (ولد في 22 يونيو 1947) هو لاعب كرة سلة مصري. شارك في بطولة الرجال في دورة الألعاب الأولمبية الصيفية عام 1972.

## روابط خارجية
- شريف فؤاد أبو الخير على موقع الاتحاد الدولي لكرة السلة (الإنجليزية)
- شريف فؤاد أبو الخير على موقع سبورتس رفرنس (الإنجليزية)
- شريف فؤاد أبو الخير على موقع أوليمبيديا (الإنجليزية)